# Stanisław Motyka

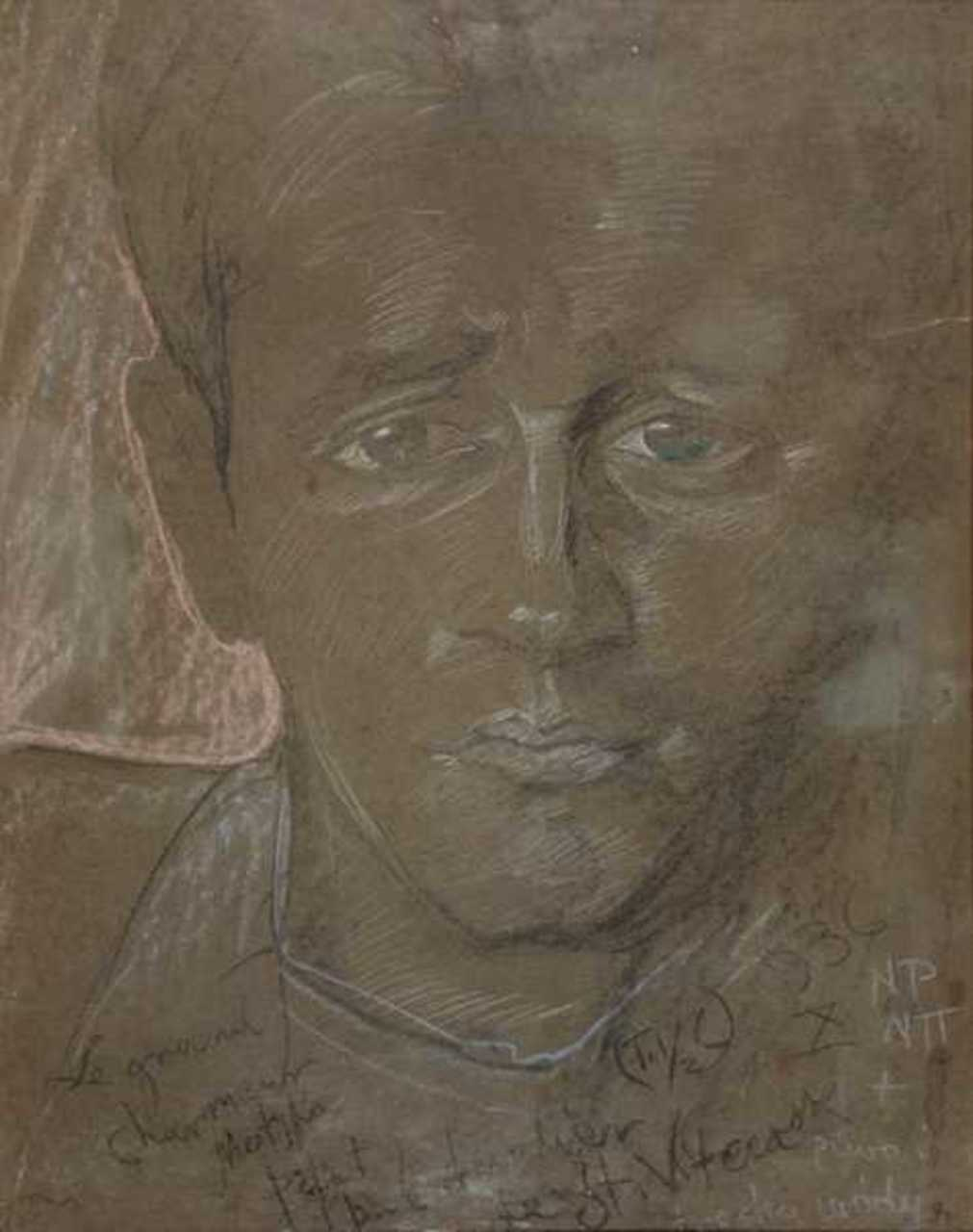
Portret Stanisława Motyki z 1938 roku narysowany przez Stanisława Ignacego Witkiewicza

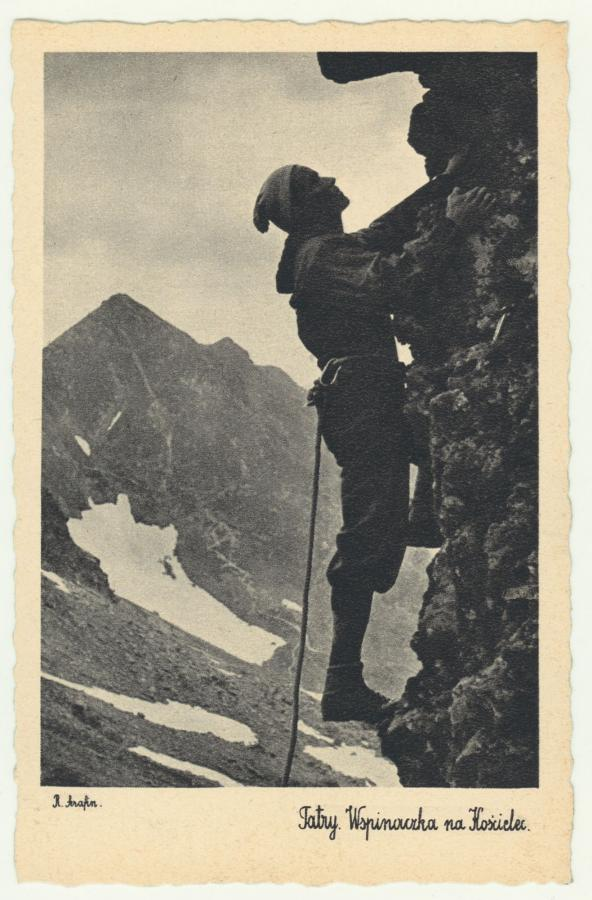
Stanisław Motyka podczas wspinaczki na Kościelcu. Fot. Roman Serafin

Stanisław Motyka

Stanisław Motyka (ur. 6 maja 1906 w Zakopanem, zm. 7 lipca 1941 koło Szentendre na Węgrzech) – narciarz, taternik, olimpijczyk z St. Moritz 1928, przewodnik tatrzański.

## Życiorys
Jego ojciec Jan pochodził z okolic Tarnobrzega, natomiast matka Karolina z domu Golonka – spod Limanowej. Od roku 1923 latem uprawiał wspinaczkę górską, natomiast zimą narciarstwo.
Był mistrzem (1927, 1928) i wicemistrzem (1932, 1933) Polski w sztafecie narciarskiej 5 × 10 km. Na igrzyskach olimpijskich w 1928 zajął 24. miejsce w kombinacji norweskiej.
Po zakończeniu kariery zawodniczej (na skutek poważnego upadku na skoczni narciarskiej) poświęcił się taternictwu. Największe jego sukcesy w tej dziedzinie miały miejsce w latach 30. Do jego partnerów wspinaczkowych początkowo należeli m.in. Witold Henryk Paryski, Jan Sawicki, Bronisław Czech i Jan Gnojek. W późniejszym okresie uprawiał taternictwo w towarzystwie wspinaczy różnych narodowości: spiskimi Niemcami, Węgrami, Słowakami i Polakami, m.in. Zoltánem Brüllem, Istvánem Zamkovszkym czy Wojciechem Hudymą. Często w wyprawach brał udział w charakterze przewodnika, jednak uprawnienia uzyskał dopiero w 1937.
Jako pierwszy przeszedł około 50 dróg w Tatrach, powtórzył też wiele spośród najtrudniejszych przejść innych wspinaczy. Jako instruktor taternictwa niektóre ściany przechodził nawet kilkudziesięciokrotnie. Znany był z lekkiego stylu wspinania się i z bardzo dobrej orientacji w terenie wysokogórskim.
Na nartach uczestniczył w wielu tatrzańskich wyprawach, takich jak zjazd z Wagi do Doliny Białej Wody. Wyjątkowym wydarzeniem pomiędzy licznymi sukcesami była nieudana wycieczka przez Polski Grzebień, podczas której zabłądził we mgle i w lawinie doznał poważnej kontuzji.
Był pierwszą osobą bez góralskiego pochodzenia, która zdała egzamin Polskiego Towarzystwa Tatrzańskiego na przewodnika tatrzańskiego II klasy. To wydarzenie w czerwcu 1937 wzbudziło wielkie kontrowersje wśród społeczności Zakopanego. W 1938 Motyka zdobył uprawnienia przewodnika I klasy.
Stanisław Motyka był też aktywnym działaczem na rzecz rozwoju taternictwa, w 1939 objął kierownictwo Szkoły Turystyki i Taternictwa na Hali Gąsienicowej. Publikował opisy nowych dróg, m.in. w „Taterniku” i „Krzesanicy”. Ponadto był autorem fotografii dokumentujących wspinaczki oraz karykatur, pisał też wiersze na temat Tatr. Bardzo mało z tej twórczości jest zachowane.
Na początku II wojny światowej Motyka zajmował się transportowaniem osób na Słowację i Węgry. Był poszukiwany przez gestapo, ukrywał się w Warszawie, a następnie przez Zakopane i Tatry uszedł na Węgry, gdzie zatrzymał się w obozie polskich uchodźców w Leányfalu koło Szentendre. Tam w wieku 35 lat utonął w Dunaju, został pochowany w pobliskim Pócsmegyer. Jego grób nie zachował się do dzisiejszych czasów.
Miał braci Juliana i Aleksandra, także jego kuzyn Mieczysław Motyka był przewodnikiem i instruktorem narciarskim. Z kolei stryjeczny brat Stanisława, Zdzisław Motyka, był narciarzem i olimpijczykiem.

## Wybrane pierwsze przejścia w Tatrach
- 1929 – Filarem Leporowskiego na Kozi Wierch i dalej żlebem na Kozią Przełęcz Wyżnią,
- 1930 – środkiem północno-wschodniej ściany Żłobistego Szczytu, z Janem Sawickim,
- 1932 – środkiem południowej ściany Małego Lodowego Szczytu, z Sawickim,
- 1932 – wschodnim kominem Wyżniej Basztowej Przełęczy, z Sawickim,
- 1932 – południowo-zachodnią ścianą Ostrego Szczytu, z Sawickim,
- 1932 – zachodnią ścianą Łomnicy, z Sawickim,
- 1932 – trawersem południowej ściany Zamarłej Turni, z Sawickim,
- 1934 – południowo-wschodnim uskokiem Zadniego Mnicha,
- 1934 – południowym filarem Ostrego Szczytu,
- 1935 – południowo-zachodnią ścianą Wschodniego Szczytu Żelaznych Wrót,
- 1936 – południową ścianą Wschodniego Szczytu Wideł,
- 1936 – wschodnią ścianą Wysokiej,
- 1936 – zachodnią ścianą Kozich Czub,
- 1938 – południową ścianą Małego Kołowego Szczytu,
- 1938 – Kominem Świerza w zachodniej ścianie Kościelca.